# Electric Skychurch
Az Electric Skychurch egy los angeles-i elektronikus (acid trance) zenekar. 1991-ben alapította James Lumb zeneszerző és producer, aki kezdetben Roxanne Morganstern énekesnőt és Alex Spurkel ütőhangszerest vonta be a projektbe. Idővel az Electric Skychurch olyan zenészeket is bevont, mint Leigh Gorman a Bow Wow Wow-ból. A zenekar olyan lemezkiadókkal dolgozott együtt, mint a los angeles-i székhelyű Moonshine Music elektronikus zenei kiadó.
A Together című kislemezük az azonos című EP-ről volt a legnagyobb slágerük, amely 1. helyet ért el a College Music Journal RPM listáján. A zenekar a Better Living Through Circuitry című dokumentumfilm egyik kiemeltjeként szerepelt.
David de Laski tag ezután megalapította a Lord Runningclam zenei projektet.

## Diszkográfia
- Knowoneness (’Ismeregység’, 1995)
- Together (’Együtt’, EP, 1996)[5][6]
- Sonic Diary  (’Szonikus napló’, 2001)
- Sonic Diary Singles (kislemezek, 2006)

## Fordítás
- Ez a szócikk részben vagy egészben  az   Electric Skychurch című angol Wikipédia-szócikk ezen változatának fordításán alapul.  Az eredeti cikk szerkesztőit annak laptörténete sorolja fel. Ez a jelzés csupán a megfogalmazás eredetét és a szerzői jogokat jelzi, nem szolgál a cikkben szereplő információk forrásmegjelöléseként.